# Rękowo
Rękowo (niem. Rennekau) – nieoficjalna nazwa części wsi Bystrze w Polsce położona w województwie pomorskim, w powiecie malborskim, w gminie Miłoradz.
Miejscowość leży na obszarze Wielkich Żuław Malborskich, wchodzi w skład sołectwa Bystrze.
Wieś szlachecka położona była w II połowie XVI wieku w województwie malborskim. W latach 1975–1998 miejscowość administracyjnie należała do województwa elbląskiego.